# ISCTE – Instituto Universitário de Lisboa
ISCTE – Instituto Universitário de Lisboa – portugalska uczelnia o specjalnym statusie Instituto Universitario.
Uczelnia została założona w 1972 roku.

## Wydziały
W ramach uczelni działają następujące wydziały:
- Wydział Antropologii,
- Wydział Architektury i Urbanistyki,
- Wydział Nauk Politycznych i Polityki publicznej,
- Wydział Informacji Naukowej i Technicznej,
- Wydział Rachunkowości,
- Wydział Ekonomii,
- Wydział Ekonomii Politycznej,
- Wydział Finansów,
- Wydział Historii,
- Wydział Marketingu, Strategii i Operacji,
- Wydział Metod Nauk Społecznych,
- Wydział Metod Ilościowych,
- Wydział Społeczeństwa i Psychologii Organizacji,
- Wydział Zasobów Ludzkich i Zachowań Organizacyjnych,
- Wydział Socjologii.